# Ben Lamb (attore)
Ben Lamb (Exeter, 24 gennaio 1989) è un attore britannico, noto soprattutto per la sua interpretazione del principe Richard in Un principe per Natale.

## Biografia
Nato a Exeter, nella contea di Devon in Inghilterra, ha studiato alla Dragon School di Oxford e all'Eton College nella contea del Berkshire, dove è stato allievo di un percorso di studi musicali.
Lamb aveva deciso di intraprendere subito la sua carriera nell'ambito della musica operistica, prima di passare al National Youth Theatre esibendosi da attore in 20 Cigarettes, una volta iscrittosi alla scuola di recitazione del R.A.D.A., terminata nel 2010.
Nel 2013 è stato scelto dapprima nel ruolo di Anthony nella miniserie televisiva The White Queen e al cinema, nel 2014, nell'interpretazione del personaggio di Edward per il film Divergent, diretto da Neil Burger.
Accanto all'attività cinematografica, si è esibito a teatro nel 2016 interpretando Lorenzo ne Il mercante di Venezia (The Merchant of Venice) al fianco di Jonathan Pryce, presso lo Shakespeare's Globe e, precedentemente, nel ruolo di Malcolm nel Macbeth (2015) al teatro Young Vic di Londra.
Nel 2017 è stato scelto per interpretare il ruolo di protagonista nel film Un principe per Natale per la piattaforma streaming Netflix.
Quindi, nel 2018, Ben ha ripreso il ruolo del principe Richard nel sequel Un principe per Natale - Matrimonio reale e ha preso parte con il medesimo ruolo anche nel secondo sequel dal titolo Un principe per Natale - Royal Baby (2019).

## Filmografia

### Cinema
- Il maestro, regia di Jennie Paddon  (2011) - cortometraggio
- Divergent, regia di Neil Burger (2014)
- Blood Orange, regia di Toby Tobias (2016)
- Now You See Me 2, regia di Jon M. Chu (2016)
- Un principe per Natale, regia di Alex Zamm (2017)
- Un principe per Natale - Matrimonio reale, regia di John Schultz (2018)
- Un principe per Natale - Royal Baby (A Christmas Prince: The Royal Baby), regia di John Schultz (2019)
- The Warrior Queen of Jhansi, regia di Swati Bhise (2019)
- End of Term, regia di Mark Murphy (2019)
- Gardel, regia di Martin DeLuca (2019)

### Televisione
- Silk – serie TV, episodio 2x04 (2012)
- The White Queen, regia di James Kent, Jamie Payne e Colin Teague – miniserie TV, 8 puntate (2013)
- If I Don't Come Home: Letters from D-Day, regia di Marion Milne – film TV (2014)
- The Increasingly Poor Decisions of Todd Margaret – serie TV, episodio 3x02 (2016)
- L'ispettore Barnaby (Midsomer Murders) – serie TV, episodio 18x03 (2016)
- Victoria (Victoria) – serie TV, episodio 2x09 (2017)
- Knightfall (Knightfall) – serie TV, 3 episodi (2018)
- L'alienista (The Alienist) – serie TV, episodio 1x10 (2018)
- Il giovane ispettore Morse (Endeavour) – serie TV, episodio 6x03 (2019)
- Padre Brown (Father Brown) – serie TV, episodio 8x09 (2020)
- The Gilded Age – serie TV, 11 episodi (2023-2025)

## Teatro
- 20 Cigarettes di Marcy Kahan, regia di Toby Frow (2007)
- Macbeth di William Shakespeare, regia di Carrie Cracknell e Lucy Guerin (2015-2016)
- Il mercante di Venezia (The Merchant of Venice) di W. Shakespeare, regia di Jonathan Munby (2016)

## Doppiatori italiani
Nelle versioni in italiano delle opere in cui ha recitato, Ben Lamb è stato doppiato da:
- Emanuele Ruzza in Un principe per Natale - Matrimonio reale, Un principe per Natale - Royal Baby
- Edoardo Stoppacciaro in The White Queen
- Riccardo Niseem Onorato in Now You See Me 2
- Gabriele Sabatini in Un principe per Natale